# Онисько Віктор Петрович
Віктор Петрович Онисько (позивний — Тарантіно; 17 грудня 1982, м. Київ — 30 грудня 2022, біля м. Соледар, Донецька область) — український режисер монтажу, військовослужбовець, молодший лейтенант Збройних сил України, учасник російсько-української війни. Лицар ордена Богдана Хмельницького III ступеня (2024, посмертно), кавалер ордена «За заслуги» III ступеня (2023, посмертно).

## Життєпис
Віктор Онисько народився 17 грудня 1982 року в Києві.
Закінчив Київський політехнічний інститут імені Ігоря Сікорського. Працював на телеканалах «Enter-music» та «К1». Від 2006 — режисер кіномонтажу в українських кінопродакшенах та на незалежних проєктах. Змонтував більше 20 ігрових та документальних фільмів. Працював над створенням музичних кліпів та трейлерів, зокрема для Міжнародного фестивалю документального кіно «Docudays UA».
Захоплювався мотокросом та музикою. Грав на бас-гитарі та ударних.

### Російсько-українська війна
У березні 2022 року добровільно приєднався до лав Збройних сил України. У складі 128-ї окремої гірсько-штурмової бригади брав участь у бойових діях на території Херсонської, Донецької та Луганської областей. Загинув 30 грудня 2022 року під Соледаром під час виконання важкого бойового завдання, виконував обов'язки ротного.
Похований 5 січня 2023 року в колумбарії Байкового кладовища м. Києва. Згодом родина розвіяла прах воїна в горах Закарпаття. Залишилася дружина Ольга та донька Захарія.

## Фільмографія
Фільми:
- «Фрагменти льоду» (2024)
- «Редакція» (2024, монтаж першої версії)
- «Рози. Фільм-Кабаре» (2021)
- «Черкаси» (2019)
- «Захар Беркут» (2019)
- «Італійський щоденник Ольги» (2019)
- «Віддана» (2019)
- «Поліна і таємниця кіностудії» (2019)
- «Холодна кров» (2018)
- «Ленінопад» (2017)
- «Сторожова застава» (2017)
- «Незламна» (2015)
- «Карасі» (2008)
- «Позаземний» (2007)
- «Рік золотої рибки» (2007)
- «Презумпція вини» (2007)

Серіали:
- «Кава з кардамоном» (2021, монтаж першого блоку)
- «До побачення, хлопчики» (2014)
- «Метелики» (2013)
- «Особисте життя слідчого Савельєва» (2012)
- «Мертвий. Живий. Небезпечний» (2006)

## Нагороди
- Орден Богдана Хмельницького III ступеня (12 лютого 2024, посмертно) — за особисту мужність, виявлену у захисті державного суверенітету та територіальної цілісності України, самовіддане виконання військового обов'язку[8];
- Орден «За заслуги» III ступеня (8 вересня 2023) — за вагомий особистий внесок у розвиток української кінематографії, заслуги у захисті державного суверенітету та територіальної цілісності України, багаторічну сумлінну працю[9]

## Вшанування пам'яті
У червні 2023 року 20-й Docudays UA показав спеціальну програму «Монтажний перехід», присвячену пам'яті Віктора Ониська. Її зібрала кінокураторка Ольга Бірзул, дружина кінороба.
Український письменник Олександр Михед у своїй книзі «Позивний для Йова: Хроніки вторгнення» присвятив пам'яті Віктора розділ «Реквієм для Тарантіно».
19 листопада 2023 року українська акторка Римма Зюбіна приєдналася до кампанії #EmptyChairWeek та написала на своїй сторінці про Віктора Ониська.
Знімальна команда фільму «Редакція» режисера Романа Бондарчука, останнього ігрового проєкту Віктора, присвятила стрічку його пам'яті. Прем'єра фільму відбулася на «Берлінале-2024».
У своєму неігровому фільмі «Фрагменти льоду» про спіпрацю з Віктором згадує режисерка Марія Стоянова. Перед тим як добровільно приєднатися до лав ЗСУ він встиг змонтувати першу половину стрічки. Фільм отримав 4 нагороди на 21 Міжнародному фестивалі документального кіно «Docudays UA».
У березні 2024 року у «Видавництві Старого Лева» вийшла друком «Твоя книга про кіно» Ольги Бірзул, яку вона присвятила своєму чоловіку, а також зберегла у ній розповідь Віктора про професію режисера кіномонтажу. Це перший український нон-фікшн про кіно для підліткової аудиторії. Книгу проілюструвала Катя Слонова. 2024 року «Твоя книга про кіно» отримала премію «Кіноколо» від українських критиків «за досягнення».
У 2024 році також вийшов текст про Віктора Ониська в проєкті «Люди культури, яких забрала війна», створений Українським ПЕН та The Ukrainians Media.
У січні 2024 року в норвезькому Осло відбулися Дні українського кіно, присвячені пам'яті Віктора Ониська, військовослужбовця й режисера монтажу фільму «Фрагменти льоду», а також усіх митців, які загинули внаслідок російсько-української війни.
Статті про Віктора Ониська опубліковані в «Frankfurter Allgemeine», «Liberation»[джерело?], «Le Monde», «The Kyiv Independent».